# ジャガー・XJR-17
ジャガー・XJR-17は、1991年にIMSA-GTPライト(通称キャメル・ライト)参戦用にトム・ウォーキンショー・レーシング（TWR）が製作したプロトタイプレーシングカーである。しかし、参戦計画そのものが消滅したため、IMSA-GTPライトには一度も出走していない。

## 概要
モノコックはジャガー・XJR-16のものが流用され、これにジャガー・XJR-14によく似たウイング付きノーズが組み合わされていた。リアウイングはシンプルな一枚のものだった。
エンジンはXJR-16の物を元にした排気量3.5リットルのV型6気筒自然吸気である。
TWRはスポーツカー世界選手権(SWC)からはスポンサーの離脱もあり1991年限りで撤退した。IMSA-GTPへの参戦は1992年も続いたが新たな計画であるGTPライト参戦は実現せず、IMSA-GTP参戦自体も1993年の開幕戦までだった。
1992年にRMモータースポーツはSWCのプライベーター向けカテゴリーであるFIAカップに参戦するためにTWRからXJR-17を購入するが、参戦資金のめどが立たず、参戦は中止された。
1993年にはSWC自体が消滅し、RMモータースポーツは使い道の無くなったXJR-17をコレクターに売却した。その後XJR-17はヒストリックカーのイベントなどに参加している。その際のカラーリングは本来の主戦場となるはずだったIMSA-GTPに参戦していたTWRジャガーのようなバド・ライトカラーだった。